# Horst Reimann (Soziologe)
Horst R. Reimann (* 29. November 1929 in Halle an der Saale; † 4. Oktober 1994) war ein deutscher Soziologe und Kommunikationswissenschaftler.

## Leben
Horst Reimann, Sohn von Edith Reimann, geborene Spode, und des Offiziers Erich Reimann, studierte von 1948 bis 1957 Soziologie und Volkswirtschaft in Leipzig, Berlin und Heidelberg. Sein Lehrer war unter anderem Alfred Weber (1868–1958). 1957 wurde er mit einer Dissertation über die Probleme männlicher, jugendlicher deutscher Flüchtlinge nach dem Zweiten Weltkrieg in Heidelberg zum Dr. phil. promoviert. Danach arbeitete er am Institut für Publizistik in Heidelberg, das 1960 von Wilhelm Emil Mühlmann in das Institut für Soziologie und Ethnologie umgewandelt wurde. Dort habilitierte sich Reimann 1966 auf der soziologischen Grundlage der Kommunikationswissenschaft. Von 1967 bis 1969 war er Privatdozent in Heidelberg. Nach Gastprofessuren in den USA 1966 und 1968 an der University of Pittsburgh sowie 1969 als Adjunct Professor an der Universität Pittsburg, Pa., war er von 1969 bis 1970 Lehrstuhlvertreter in Mainz. Reimann nahm 1970 den Ruf der Universität Augsburg an, wo er den Lehrstuhl für Soziologie erhielt, der 1982 auf die Professur für Soziologie und Kommunikationswissenschaften ausgeweitet wurde. 1970 übernahm er an der Universität Augsburg auch die Leitung des Instituts für Sozioökonomie. Von 1971 bis 1973 war er Vorsitzender der Deutschen Gesellschaft für Publizistik- und Kommunikationswissenschaft. 1973 bis 1974 wirkte er als Dekan der WISO Fakultät. Darüber hinaus war er von 1978 bis 1981 Vorstandsmitglied der Arbeitsgemeinschaft sozialwissenschaftlicher Institute und 1981 bis 1984 Vizepräsident der Universität Augsburg.
Horst Reimann war evangelisch, ab 1963 mit der zweimal promovierten Volkswirtschaftlerin, Medizinsoziologin und in Heidelberg und Augsburg als Hochschullehrerin tätigen Helga L. Reimann, geborene Feick (* 1937 in Berlin), verheiratet und lebte in Neusäß-Hammel.

## Schriften (Auswahl)
- Wahlplakate. 1961.
- mit Klaus Kiefer: Soziologie als Beruf. Eine Untersuchung über Herkunft, Studiensituation und Berufsbild von Soziologie-Studenten. Heidelberg 1962: 2. Auflage 1969. OCLC 797727266.
- mit Helga Reimann: Westsizilien. 1964.
- mit Helga L. Reimann: Die Mental-Health-Bewegung. 1967.
- Kommunikations-Systeme. Umrisse einer Soziologie der Vermittlungs- und Mitteilungsprozesse. 2., revidierte Auflage. Tübingen 1974, ISBN 3-16-535352-2.
- Das Alter. 2. Auflage. 1982.
- Die Jugend. 1975.
- Psychische Störungen. 1975.
- mit anderen: Basale Soziologie. 2 Bände. 1975; 3. Auflage 1984.
- Gastarbeiter. 1976.
- Medizinische Versorgung. 1976.
- Information. 1977.
- Weiterbildung. 1977.
- Maltesische Merk-Würdigkeiten. Aufgezeichnet für Wilhelm Emil Mühlmann zum 75. Geburtstag. Augsburg 1981. OCLC 74538176.
- Siziliens kleines Volkstheater: Opera dei pupi. René König zum 75. Geburtstag. Bochum 1982, ISBN 3-88317-009-7.
- als Hrsg.: Studienreihe Gesellschaft. Augsburger Schriften zur Wirtschaftssoziologie.
- als Mitherausgeber: Entwicklung und Fortschritt. 1969.
- als Mitherausgeber: Heidelberger Sociologica.